# Busselton Airport
Busselton Airport är en flygplats i Australien. Den ligger i kommunen Busselton och delstaten Western Australia, omkring 200 kilometer söder om delstatshuvudstaden Perth.
Närmaste större samhälle är Busselton, nära Busselton Airport.
Trakten runt Busselton Airport består till största delen av jordbruksmark. Runt Busselton Airport är det glesbefolkat, med 13 invånare per kvadratkilometer. Genomsnittlig årsnederbörd är 1 201 millimeter. Den regnigaste månaden är maj, med i genomsnitt 210 mm nederbörd, och den torraste är januari, med 9 mm nederbörd.